# Minou-Cat

Minou-Cat est une revue de l'éditeur de petit format Aventures & Voyages qui a eu 32 numéros de février 1975 à septembre 1977. Mensuel de 68 pages au format 13x18 cm. Revue humoristique destinée à un jeune public alternant les pages couleurs et celles en bichromie et présentant principalement des histoires de chats et de souris...

## Insolites
- Le fond de la couverture sur la publicité du N° 1 était jaune, alors qu'il est bleu sur la vraie couverture.
- Trompinet l'éléphanteau change de couleurs selon les épisodes. Il est parfois gris, mais il vire aussi au bleu de temps à autre comme dans Minou-Cat N° 22. Dans la page qui suit, les virgules sont de couleur vive.
- Le chapeau de Maturin est bleui par la pluie lors du mariage de Carmen et Catherine « le duo des C » dans le magazine jaune.

## Les Séries
- Minou-Cat : N° 1 à 32.
- Miss Tigry : N° 19 à 22
- Mistik et Gigott : N° 8 à 21, 23 à 28
- Moussy et Phénix : N° 25
- Philomène et Vladimir
- Super Tigre : N° 1 à 7
- Trompette
- Trompinet : N° 18 à 22
- Trotty : N° 8 à 22